# Армяне в Греции
Армяне в Греции (греч. Αρμένιοι στην Ελλάδα, арм. Հայերը Հունաստանում) — одна из древнейших армянских диаспор мира, имеющая долгую и сложную историю, которая тесно переплетается с историей Греции и других соседних стран. Важно отметить, что армяне — единственное этническое меньшинство современной Греции, статус которого как национального меньшинства признаётся официальным греческим правительством. Для справки, кроме армян в Греции также признаются права ещё одного религиозного меньшинства — мусульман — только в одном регионе страны — Западная Фракия (см. мусульмане в Греции). Общая численность армян в современной Греции по оценкам — около 30 тыс. чел., что значительно ниже пика в 1920-50-х годах, когда в Греческом королевстве находилось от 80 до 100 тыс. армян, которые фактически являлись вторым по численности народом Греции после самих греков.

## Языковое родство
Греческий и армянский языки относятся к индоевропейским и в настоящее время являются фактически единственными представители своих языковых подгрупп в отличие от славянской или романской группы. При этом несмотря на дистанцию, армянский наиболее близок к греческому, с которым он разделяет несколько общих изоглосс.

## История
Хотя об армянской общине в Греции де-юре можно говорить лишь после получения независимости Грецией от Османской империи в 1830 г., де-факто армянское присутствие и армянское влияние было значительным задолго до этого. Первые армяно-греческие контакты начались ещё в эпоху Александра Македонского и постепенно перешли в фазу тесного симбиоза во времена расцвета Византийской империи. Хотя точные демографические данные отсутствуют, многочисленные хроники подтверждают ту важную роль, которую армяне играли в Византии и других средневековых греческих государствах (Трапезундская империя, Никейская империя, Херсонес Таврический и др.). Армянские поселения имелись и на многих островах, включая Крит, Кипр, Корфу и др.  городах на западе империи (Константинополь, Салоники, Смирна, Адрианополь и др.) проживают своими довольно многочисленными общинами. В Фессалии, между городами Янина и Волос армянские поселенцы тех времён основали поселение Арменио. Подобная ситуация сохраняется и после включения балканских территории и Малой Азии в состав Османской империи — государства, где доминирующие тюркско-мусульманские группы отводят христианам-райя свои кварталы и свою систему учреждений, известную как миллет. Греко-армянские связи были прерваны в ходе конфликтов XIX—XX века, когда неудавшиеся планы Великой идеи Венизелоса привели к тому что Греция так и осталась небольшим средиземноморским государством, изолированным от сохранившейся Восточной Армении массивом территории обновлённой Турецкой Республики.

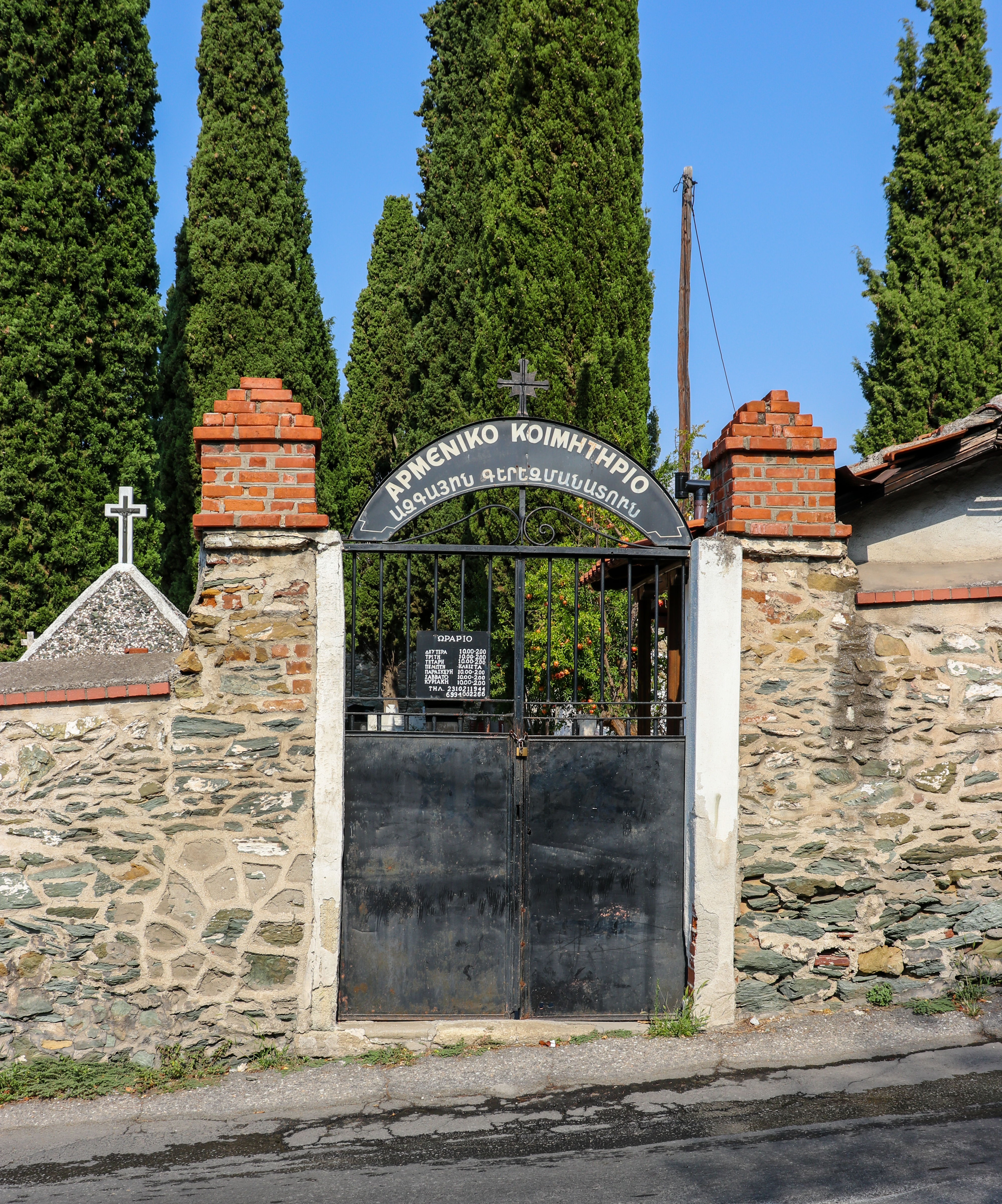
Армянское кладбище в Салониках

## XX век
В 1890 г. в Афинах проживало лишь 160 армян; к 1912 году это цифра возросла до 600 человек. Наибольший приток армянских беженцев в города Афины и Пирей (от 50 до 150 тыс.) наблюдался после армянского геноцида и особенно после греко-турецкого обмена населением в 1922-23 годах. И всё же крайне тяжелая экономическая ситуация в Греции, политическая нестабильность и неразвитая инфраструктура привели к массовой реэмиграции армян в США в 1930—1970-х гг. В США основная их масса вместе с переселенцами из Ирана, Болгарии, Мексики осела на юге американского штата Калифорния. (см. Маленькая Армения)

## Современная община и инфраструктура
Современная армянская община наиболее активна в Афинах — столице и городе наибольшей концентрации иммигрантов в Греции. В Афинах действуют:
- Два детсада, две начальные школы, одна средняя высшая школа с набором в 350 человек, которая принадлежит Армянскому голубому кресту.
- Детсад и начальная школа с набором 60 чел., в Палеон-Фалироне, которой управляет Армянский Союз Меценатов.
- В Афинах имеется и любительский футбольный клуб, созданный армянами — «Арменики».
- Две начальные школы, основанные на средства Армянского голубого креста в Салониках и Александруполисе, с набором в 50 и 70 человек.
- В Салониках действует Армянский культурный центр.